# 諾頓 (北卡羅來納州)
諾頓（英語：Norton）是位於美國北卡羅萊納州傑克遜縣的非建制地區。

## 歷史
諾頓的郵局於1878年設立，其後於1953年停運。

## 地理
諾頓所處的海拔為高於海平面1116米（即3661英呎），而該地所採用的時區為UTC-5，即北美东部时区（EST）。同時該地設有夏令時間，為UTC-5調快一小時，即UTC-4（EDT）。